# Armagedon
Pour les articles homonymes, voir Armageddon (homonymie).

Armagedon est un manhwa en 13 volumes de Lee Hyun-Se, édité en Corée du Sud par Daiwon, et en France par Kana. En raison de ventes jugées trop décevantes par l'éditeur, la série fut interrompue au 11e volume, et la fin jamais publiée. Actuellement en rupture de stock, aucune date de réédition n'a été prévue, l'éditeur s'intéressant maintenant exclusivement au manga.

## Synopsis
A six millions d'années lumière, l'Assyrie, de la nébuleuse Pandromède, était toute puissante. Mais leur technologie causa la perte de leur planète. Ils se mirent à la recherche d'un autre point de la galaxie où s'installer. Ne trouvant pas d'endroit approprié, ils décidèrent de mettre en place le plan oméga : construire leur propre planète. Parmi les astres choisis, il y eut la Terre. Le secret de ce plan fut gardé pendant des milliards d'années, même avec l'apparition des premiers hommes.
Réveillé par des scènes de guerre atroces dans lesquelles il combat, Hyesong se rend à son école. Il doit y rencontrer Mary, une nouvelle étudiante. Sans qu'il s'en rende compte, elle le protège car un homme le suit pour l'abattre...

## Éditions
- (ko) Lee Hyun-Se, Armagedon, Daiwon, 13 vol.
- (fr) Lee Hyun-Se (trad. Mi-Suk No), Armagedon, Kana, coll. « Dark Kana », Paris, 1996-1998, 11 vol. L'édition française est incomplète.